# Clara González
Pour les articles homonymes, voir González.
Clara Gonzalez, née le 11 septembre 1898 à Remedios (Panama) et morte le 11 février 1990 à Panama (Panama), est une féministe, femme politique et magistrate panaméenne. Elle est la première femme panaméenne à obtenir un Bachelor of Laws en 1922 puis la première Latino-Américaine à obtenir un doctorat en droit. Elle crée le Parti national féministe et milite pour le suffrage pour les femmes. Elle est vice-ministre du Travail, des Affaires sociales et de la Santé publique entre 1945 et 1946. Elle siège à l'Assemblée constitutionnelle qui accorde le droit de vote aux femmes en 1946. Première femme du pays nommée juge à la Cour des mineurs, elle participe à rédiger le Code des mineurs. Elle est également la première femme ministre du pays.

## Biographie
Elle est la fille d'immigrants espagnols, David González et Basilia Carrillo Sánchez. Entre 1900 et 1904, elle vit avec sa famille au Costa Rica, où elle est exilée. Elle obtient un diplôme d'enseignement de la Escuela Normal en 1918 et s'inscrit l'année suivante à l'École nationale de droit. En parallèle de ses études de droit, elle enseigne à l'école Manuel José Hurtado. En 1922, elle devient la première femme panaméenne à obtenir un Bachelor of Laws mais est interdite d'en faire son métier. Sa thèse d'études supérieures, La Mujer ante el Derecho Panameño (« La femme en droit panaméen ») est l'une des premières études sur le statut juridique des femmes dans le pays et la convainc de la nécessité militer pour modifier la constitution. L'administration du président Belisario Porras Barahona reçoit de nombreuses demandes en ce sens et change le texte constitutionnel en 1925, permettant à Clara González d'exercer le droit.
Avec plusieurs femmes comme Sara Sotillo, Elida Campodónico et Rosa Navas, elle créé le Parti national féministe en 1923 mais il faut attendre 1924 pour que ce dernier obtienne le statut d'organisation légale. Leur objectif est de mettre en place un mouvement féministe favorisant la participation des femmes à la vie politique. Parmi ses premières actions, le groupe organise l'Escuela de Cultura Femenina (« École de la culture féminine »), afin de contrer les allégations selon lesquelles les femmes devaient rester en dehors du monde politique car elle ne connaissaient rien à ce sujet. L'école enseigne l'éducation civique, l'histoire, la politique et en général les sujets qui amélioreraient la connaissance des femmes dans les domaines professionnel et social.
Obtenant une bourse en 1927, elle part aux États-Unis, fréquentant l'université de New York, où elle obtient un doctorat en droit en 1929, devenant la première femme latino-américaine à obtenir ce diplôme. Elle retourne au Panama en 1930 et commence à travailler comme professeure à l'Institut national d'enseignement de l'économie, de la science politique et de la sociologie, tentant en parallèle de relancer le Parti national féministe. Elle enseigne à l'Institut jusqu'en 1937 et, après la fondation de l'université du Panama, elle y enseigne la criminologie, le droit de la famille et la justice des mineurs.
Avec le renversement du président Arnulfo Arias en 1941, Clara González constate un changement dans le climat politique. Entre 1941 et 1945, elle travaille dans des centres de culture populaire pour adultes. En 1943, elle épouse l'ingénieur civil américain Charles A. Behringer et, le 30 décembre 1944, elle fonde l'Union nationale des femmes. Elle est candidate pour le Parti du renouveau libéral et est élue députée de l'Assemblée constitutionnelle panaméenne de 1945. Elle est vice-ministre du Travail, des Affaires sociales et de la Santé publique entre 1945 et 1946, devenant la première femme ministre du pays. À ce poste, elle contribue à l'adoption du droit de vote pour les femmes en 1946.
En 1951, elle devient la première femme panaméenne nommée juge de la Cour des mineurs et aide à établir les politiques de tutelle de la Cour des mineurs, des procédures uniformes pour lutter contre la délinquance juvénile, ainsi qu'à la mise en place de la réforme des mineurs dite Chapala. Elle travaille pour le tribunal pour mineurs jusqu'en 1964, date à laquelle elle prend sa retraite à la demande de son mari. Le couple s'installe à West Covina (Californie). Après sa mort en 1966, elle retourne Panama.
Elle meurt après des complications d'une chirurgie de la hanche à Panama, le 11 février 1990.

## Hommages
L'École des poursuites publiques de Panama porte son nom, ainsi qu'un prix annuel remis par le Syndicat national des avocats pour les professionnels du droit qui ont excellé dans la lutte pour les droits des femmes ou les droits de l'homme.

## Sources
- (en) Cet article est partiellement ou en totalité issu de l’article de Wikipédia en anglais intitulé « Clara González » (voir la liste des auteurs).